# Историята на Хуана
Историята на Хуана (на испански: La historia de Juana) е мексиканска теленовела, режисирана от Роландо Окампо, Луис Мансо и Карлос Сантос и продуцирана от W Studios за ТелевисаУнивисион през 2024 г. Версия е на венецуелската теленовела Чудото на Хуана от 2002 г., създадена от Перла Фариас, която адаптира настоящата история.
В главните роли са Камила Валеро и Брандон Пениче, а в отрицателните – Фабиола Гуахардо, Ирина Баева и Алексис Аяла.

## Сюжет
Хуана Гуадалупе Браво е очарователна и дръзка двадесетгодишна непорочна жена, чиято цел е да завърши инженерство. Тя е първата в семейството си, която учи в колеж и мисли само да подобри живота си. По време на здравен преглед тя погрешка забременява чрез процес на изкуствено осеменяване. Животът на Хуана се преобръща с главата надолу и тя трябва да се научи да бъде майка, без да е имала опита да бъде жена или да се влюби. Бащата на бебето е Габриел Рубио, влиятелен мъж, който наскоро е оцелял от рак. Това преживяване го кара да преосмисли живота и целите си, тъй като осъзнава, че му липсва нещо, което го кара да чувства, че животът му ще продължи след смъртта му – чрез дете.

## Актьори
- Камила Валеро – Хуана Гуадалупе Браво
- Брандон Пениче – Габриел Рубио
- Ирина Баева – Паула Фуенмайор
- Фабиола Гуахардо – Камила Монтес
- Синтия Клитбо – Хосефина Соса
- Гретел Валдес – Джени Браво Соса
- Исабела Камил – Ампаро Робледо
- Марио Моран – Фелипе Браво
- Енри Сака – Гилермо
- Моисес Арисменди – Салвадор Кастийо
- Луис Гатика – Рамон Браво
- Алексис Аяла – Рохелио Фуенмайор
- Омар Херменос – Карлос Поса
- Карлос Гатика – Давид Аяла
- Диего Клейн
- Наталия Паян – Даниела Рохас
- Габриела Карийо – Инес Кампос
- Федерико Еспехо
- Даниела Кордеро – Енрикета Валдес
- Ара Салдивар – Ядира Сото
- Валентина Бусуро – Маргарита Браво
- Пали Дувал – Вивиана Сола
- Даниела Кристо – Сусана Рамирес
- Давид Лопес

## Премиера
Премиерата на „Историята на Хуана“ е на 3 юни 2024 г. по Las Estrellas. Последният 65. епизод е излъчен на 30 август 2024 г.
| Година | Излъчване              | Брой епизоди | Премиера   | Премиера         | Финал          | Финал            |
| Година | Излъчване              | Брой епизоди | Дата       | Зрители (в млн.) | Дата           | Зрители (в млн.) |
| ------ | ---------------------- | ------------ | ---------- | ---------------- | -------------- | ---------------- |
| 2024   | понеделник-петък 21:30 | 65           | 3 юни 2024 | 2.79             | 30 август 2024 | 3.03             |

## Продукция
Записите на теленовелата започват на 5 декември 2023 г., като има потвърдени 60 епизода.

### Кастинг
Пълният списък с актьорите е публикуван на 6 декември 2023 г.

## Версии
- Чудото на Хуана (оригинална история), венецуелска теленовела от 2002 г., режисирана от Тони Родригес и продуцирана от Джони Пулидо Мора за Ере Се Те Ве, с участието на Даниела Алварадо и Рикардо Аламо.
- Майка, полска теленовела от 2009-2010 г., режисирана от Ярослав Банашек, Аркадиуш Лубон, Марчин Солаш, Педро Горостиза и Славомир Пъстронг за TVN, с участието на Йоана Осида, Томаш Чахоровски и Мариета Жуковска.
- Девицата от улицата, венецуелска теленовела от 2014 г., режисирана от Фелипе Агилар и Сесар Мансано и продуцирана от Уго Леон Ферер за Телевиса, с участието на Мария Габриела де Фария и Хуан Пабло Яно.
- Непорочната Джейн, американски сериал, излъчен в периода 2014-2019 г. по The CW, с участието на Джина Родригес и Джъстин Балдони.
- Госпожица Фарах, арабска сериал от 2019 г., версия на Непорочната Джейн, с участието на Азма Абулязейд и Ахмед Магди.
- Ние от днес, южнокорейски сериал от 2022 г., версия на Непорочната Джейн, с участието на Им Со-Хянг и Сунг Хун.